# Aagje Deken

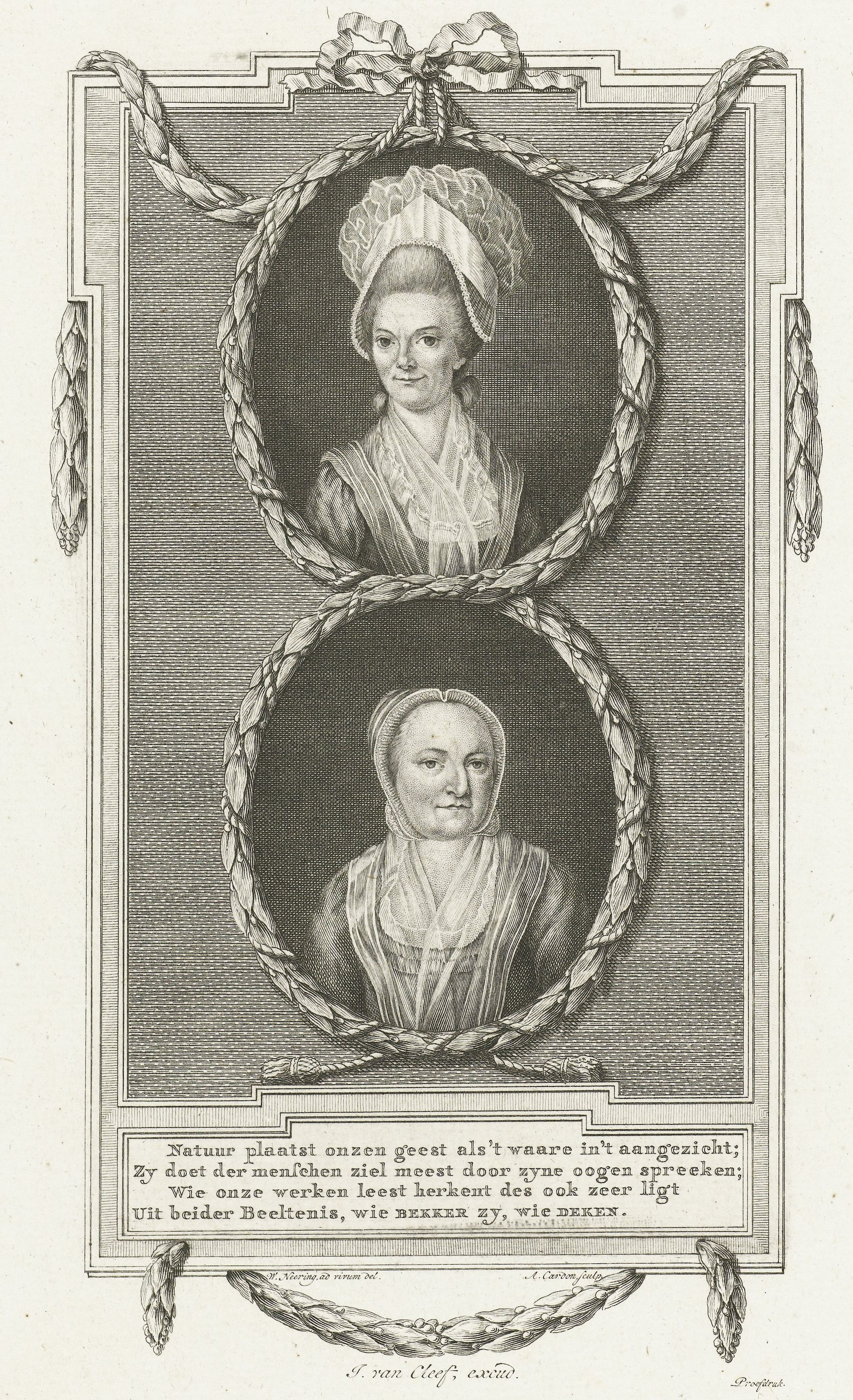
Elizabeth Wolff (oben) und Agatha Deken (von A. Cardon, 1784).

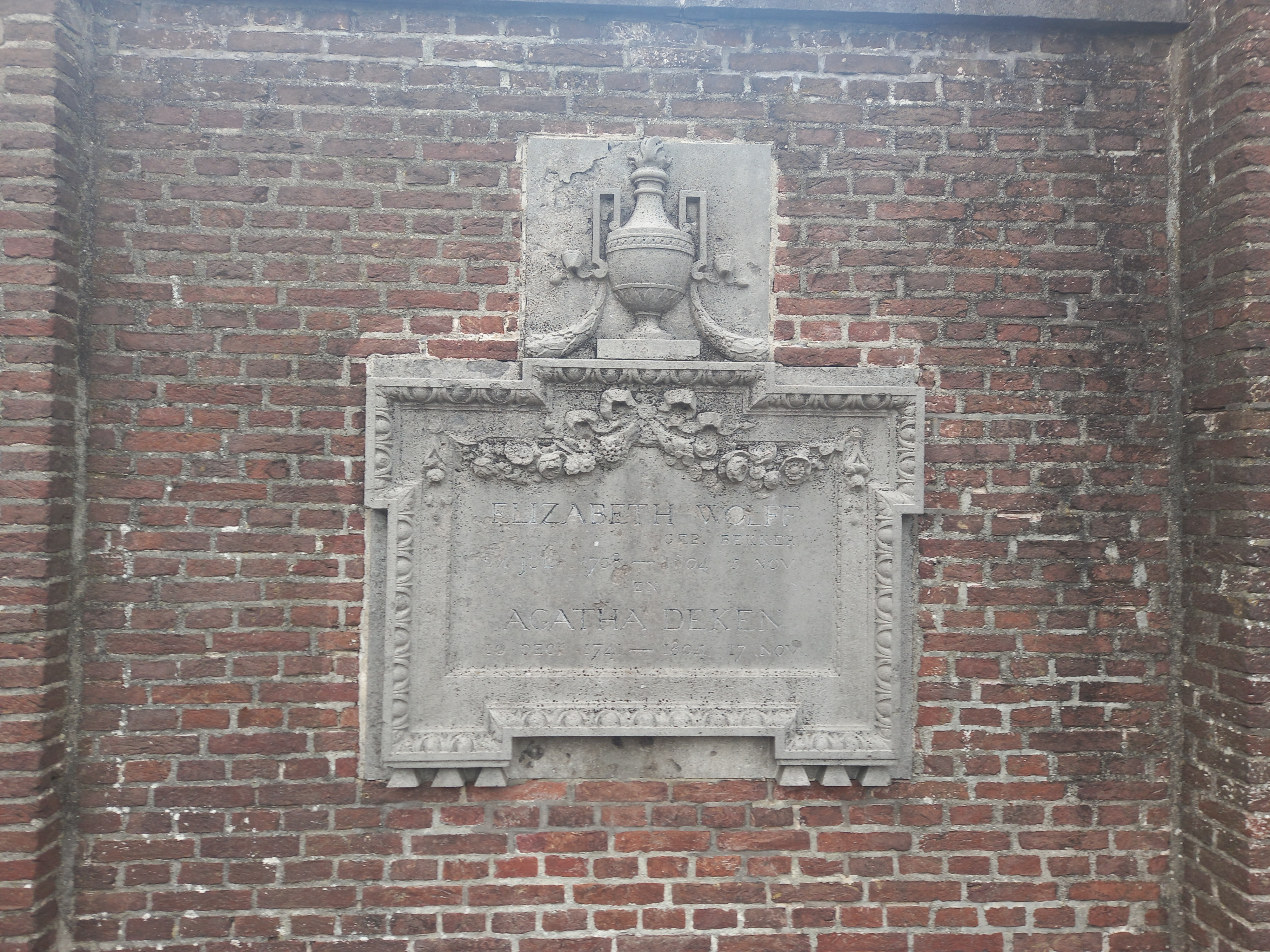
Das Grab von Aagje Deken und Betje Wolff auf dem Friedhof „Ter Navolging“ in Scheveningen

Aagje Deken, eigentlich Agatha Deken, (* 10. Dezember 1741 in Amstelveen; † 14. November 1804 in Den Haag) war eine niederländische Dichterin.

## Leben
Aagje Deken war das Kind verarmter Landleute und wurde als Dreijährige zur Waise. Sie wurde in das Waisenhaus der Rhynsburger Kollegianten in Amsterdam aufgenommen und dort erzogen. Einige poetische Versuche Dekens veranlassten die Amsterdamer literarische Gesellschaft Diligentiae omnia, für ihre weitere Ausbildung zu sorgen. Deken kam als Gesellschafterin zur Dichterin Maria Bosch, die ihre Freundin wurde. Nach dem Tode Maria Boschs im Jahr 1773 hatte Deken zunächst keine Anstellung. 1777 wurde sie von Betje Wolff (geb. Elizabeth Bekker), Witwe des reformierten Predigers Adrian Wolff und selbst eine bekannte Schriftstellerin, als Gesellschafterin aufgenommen. Mit Betje Wolff zusammen schrieb sie eine Reihe von Romanen. Als Dichterin zeichnete sich Aagje Deken besonders im religiösen Lied aus. Die niederländische Feministin Johanna Naber schrieb eine Biografie über A. Deken.

## Werke
- Stichtelyke gedichten, Den Haag 1775
- Ekonomische liedjes, Den Haag 1782 (3 Bände)
- De historie van mejuffrouw Sara Burgerhart, Den Haag 1782.
  - Sarah Burgerhard: eine niederländische Geschichte aus dem bürgerlichen Leben. Anonyme Übersetzung. Leipzig 1789.
  - Sara Reinert. Eine Geschichte in Briefen, dem schönen Geschlechte gewidmet. Deutsch von Johann Gottwerth Müller. Berlin 1796.
  - Sara Burgerhart. Deutsch von Nadine Erler. Barnstorf 2015.
- Historie van mejuffrouw Cornelia Wildschut of de gevolgen der opvoeding, Den Haag (6 Bände) 1793–1796.
  - Klärchen Wildschütt oder die Folgen der Erziehung. Deutsch von Johann Gottwerth Müller. Berlin 1800.
- Liederen voor den boerenstand, Leiden 1804
- Liederen voor kinderen, Leiden 1804

## Sekundärliteratur
- André Hanou: Geschrift eener bejaarde vrouw: Betje Wolff en Agatha Deken. Amsterdam University Press, Amsterdam 2007, ISBN 978-90-5356-449-3.

Dieser Artikel basiert auf einem gemeinfreien Text aus Meyers Konversations-Lexikon, 4. Auflage von 1888 bis 1890.
| Personendaten    | Personendaten                   |
| ---------------- | ------------------------------- |
| NAME             | Deken, Aagje                    |
| ALTERNATIVNAMEN  | Deken, Agatha (wirklicher Name) |
| KURZBESCHREIBUNG | niederländische Dichterin       |
| GEBURTSDATUM     | 10. Dezember 1741               |
| GEBURTSORT       | Amstelveen                      |
| STERBEDATUM      | 14. November 1804               |
| STERBEORT        | Den Haag                        |